# Bladee
Бенджамін Райхвальд  (швед. Benjamin Reichwald; народ. 9 квітня 1994, Стокгольм, Швеція), відомий як Bladee — шведський репер, дизайнер, модель, член творчого угруповання Drain Gang. Його музичний стиль характеризують як клауд-реп або експериментальний поп.
Райхвальд також займається візуальним мистецтвом, і часто використовує свої роботи як обкладинки до своїх же записів.

## Біографія
Бенджамін Райхвальд народився 9 квітня 1994 в Стокгольмі. Дитинство провів в районі Сканстулл, де і познайомився з Заком Аронгундаде, більш відомим як Ecco2k. Ще школярами друзі створили панк-рок-гурт Krossad, коли Райхвальду було 13. 
Також Райхвальд є креативним директором лінії одягу Yung Lean під назвою Sadboys Gear.

## Кар'єра
Райхвальд почав випускати музику ще у 2011 р. під псевдонімом Ken Burns, а проєкт Bladee розпочав у 2012. Райхвальд потоваришував зі шведським репером Yung Lean, який був другом його брата. Райхвальд попросив про колаборацію саунд-продюсера Yung Sherman, учасника Sad Boys — творчого об'єднання з Yung Lean на чолі. Таким чином, Bladee і Yung Lean записали спільний трек "Heal You // Bladerunner", який увійшов до мікстейпу Yung Lean "Unknown Death 2002", і приніс Райхвальду перше визнання. 
Перший свій мікстейп під назвою "GLUEE" Райхвальд випустив за підтримки лейблу YEAR0001, до резидентів якого належав і Yung Lean. Запис виявився успішним, набравши на платформі SoundCloud понад 2 мільйони прослуховувань.
Перший повноформатний альбом Райхвальда Eversince побачив світ 25 травня 2016 . Альбом отримав змішані рецензії від мейнстрімних медій, в той час як андеґраундні критики оцінили його вище  .
В 2017 Bladee вийшов мікстейп-колаборація з продакшн-групою Working on Dying. Запис так і називався — Working on Dying. Наступного року Райхвальд випустив другий альбом — Red Light .
Третій мікстейп під назвою Icedancer вийшов 28 грудня 2018. Запис був спродюсований австралійським колективом Ripsquadd, а також саунд-продюсерами Whitearmor та PJ Beats . 
В квітні 2020 Bladee випустив альбом на 9 пісень під назвою Exeter. Спродюсував альбом Gud з лейблу YEAR0001.
В липні 2020 вийшов третій альбом Райхвальда, "333". До альбому доклали руку такі саунд-продюсери як Gud, Mechatok, Lusi а також Йоакін Бенон зі шведського гурту JJ. "333" відрізнявся від попередніх записів тим, що не мав гостьових вокалістів, зокрема Ecco2k, який був на всіх попередніх альбомах Bladee.
У грудні 2020 вийшов третій запис Bladee за 2020 рік — мікстейп Good Luck, який повністю спродюсував Mechatok .
У травні 2021 на лейблі YEAR0001 вийшов сольний альбом Райхвальда The Fool.
В січні 2022 вийшов спільний сингл Bladee, Mechatok та Ecco2k — Amygdala.
Спільний з Ecco2k альбом під назвою "Crest" вийшов на лейблі YEAR0001 в березні 2022 року. Відомо, що сам альбом був записаний навесні 2022 року.

## Стиль
Свій стиль Райхвальд означив словом "біль", пізніше зазначивши, що "еволюціонував до чогось на кшталт темного автотюнового янгола".
Відомий американський музичний критик Ентоні Фантано зазначав, що музичний стиль Bladee містить в собі елементи трепу, альтернативного R&B та клауд-репу, а пізніші роботи тяжіють до ембієнт-попу та арт-попу.
Своїми натхненниками Райхвальд називає таких виконавців як Chief Keef, Lil B, James Ferraro, The Beach Boys та Basshunter.

## Вимова псевдоніму
Серед фанбази виникло два варіанти вимови псевдоніму артиста — перший з урахуванням подовження останньої голосної (Блейді) і другий, де це подовження ігнорується (Блейд). Це стало ґрунтом для сотень мемів в музичній спільноті. "Правильним" варіантом традиційно вважається другий (Блейд), хоча сам виконавець на інтерв'ю казав, що йому неважливо, як люди вимовляють його псевдонім. "Я кажу "Блейд", але ви можете казати і "Блейді"", — зазначає Райхвальд в інтерв'ю Нардвуару.

## Дискографія
Студійні альбоми:
- Eversince (2016)
- Red Light (2018)
- Exeter (2020)
- 333 (2020)
- The Fool (2021)
- Cold Visions (2024)

Мікстейпи:
- Gluee (2014)
- Working on Dying (2017)
- Icedancer (2018)

Міні-альбоми:
- Rip Bladee (2016)
- Sunset in Silver City (2018)
- Exile (2018)
- Plastic Surgery (2017)
- Vanilla Sky (2019)
- Crest (2022) (за уч. Ecco2k)

Мікстейпи-колаборації:
- GTBSG Compilation (2013) (за уч. Thaiboy Digital, Ecco2k, Yung Lean, Whitearmor, Yung Sherman)
- AvP (2016) (за уч. Thaiboy Digital)
- D&G (2017) (за уч. Ecco2k, Thaiboy Digital)
- Trash Island (2019) (за уч. Ecco2k, Thaiboy Digital)
- Good Luck (2020) (за уч. Mechatok)
- Crest (2022) (за уч. Ecco2k)

Сингли:
- Into Dust (2014)
- Dragonfly (2014)
- Sesame Street (2018)
- Amygdala (2022) (за уч. Ecco2k, Mechatok).